# Kostel Srdce Ježíšova (Malšín)
Kostel Srdce Ježíšova v Malšíně je filiální kostel římskokatolické farnosti Vyšší Brod. Kostel, hřbitov okolo kostela a ohradní zeď s bránou jsou od 3. 5. 1958 chráněny jako kulturní památka.

## Historie kostela
Původně raně gotický kostel z konce 13. století byl zasvěcen svaté Markétě. Sakristie pochází ze začátku 14. století. Z tohoto století je rovněž presbytář. Od roku 1360 byl kostel veden jako farní a od roku 1677 byl pod správou vyšebrodského kláštera.

## Přestavby a úpravy
Renesanční úprava jižní věže byla provedena v roce 1593 (na portálu v přízemí věže je rožmberský znak a letopočet). Na přelomu 17. a 18. století byl kostel přestavěn v barokním stylu, byla zaklenuta chrámová loď s tím, že středověké zdivo bylo ponecháno. Poslední úpravy byly provedeny v 2. polovině 19. století, kdy kostelní věž dostala dnešní podobu. Současné tři zvony byly pořízeny roku 2001.

## Zařízení kostela
Zařízení kostela je z 18. století. Gotická socha Madony z tohoto kostela je dnes umístěna v Národní galerii v Praze.

## Další fotografie

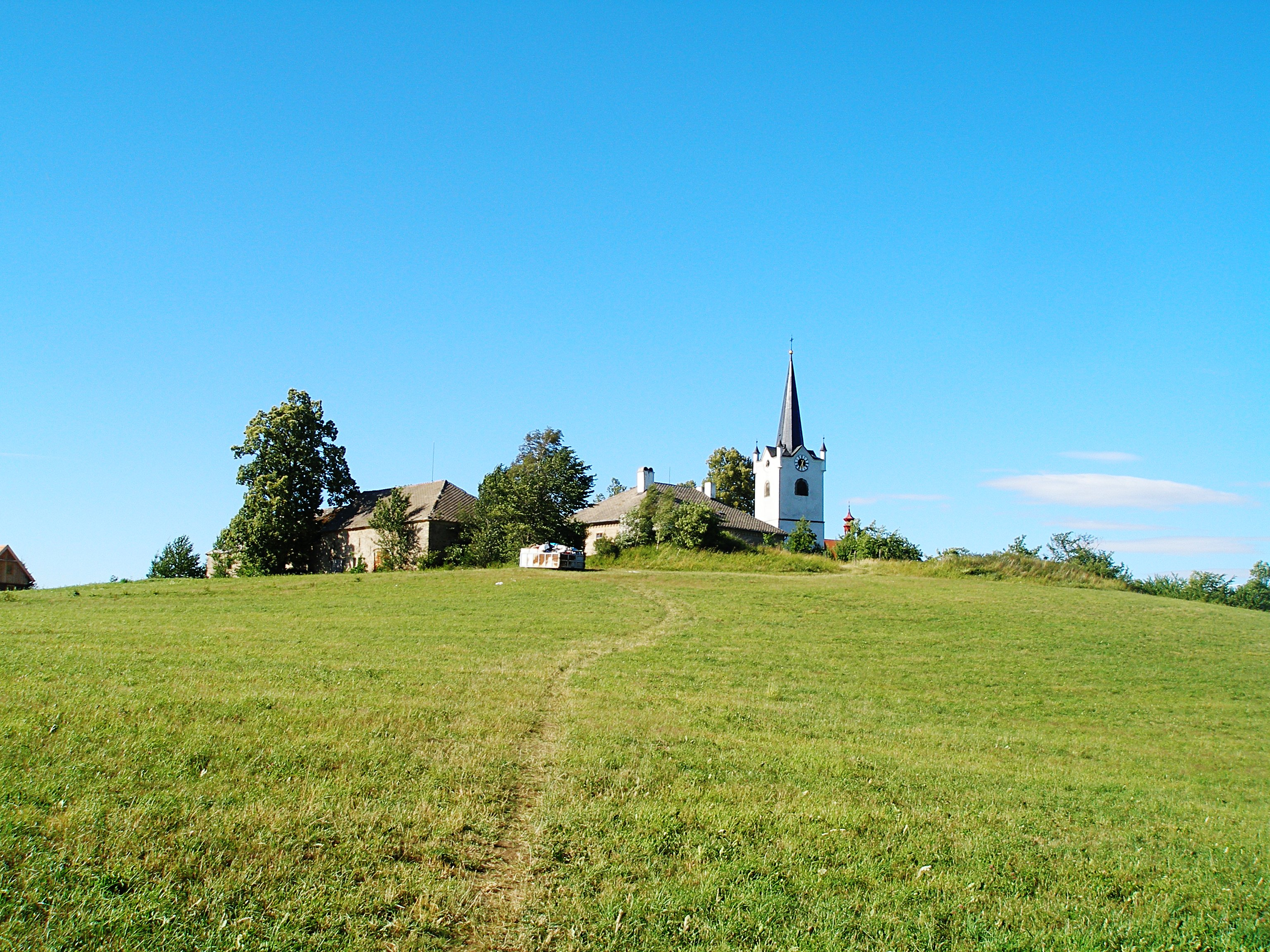
Areál kostela a fary od vrchu Thumberg
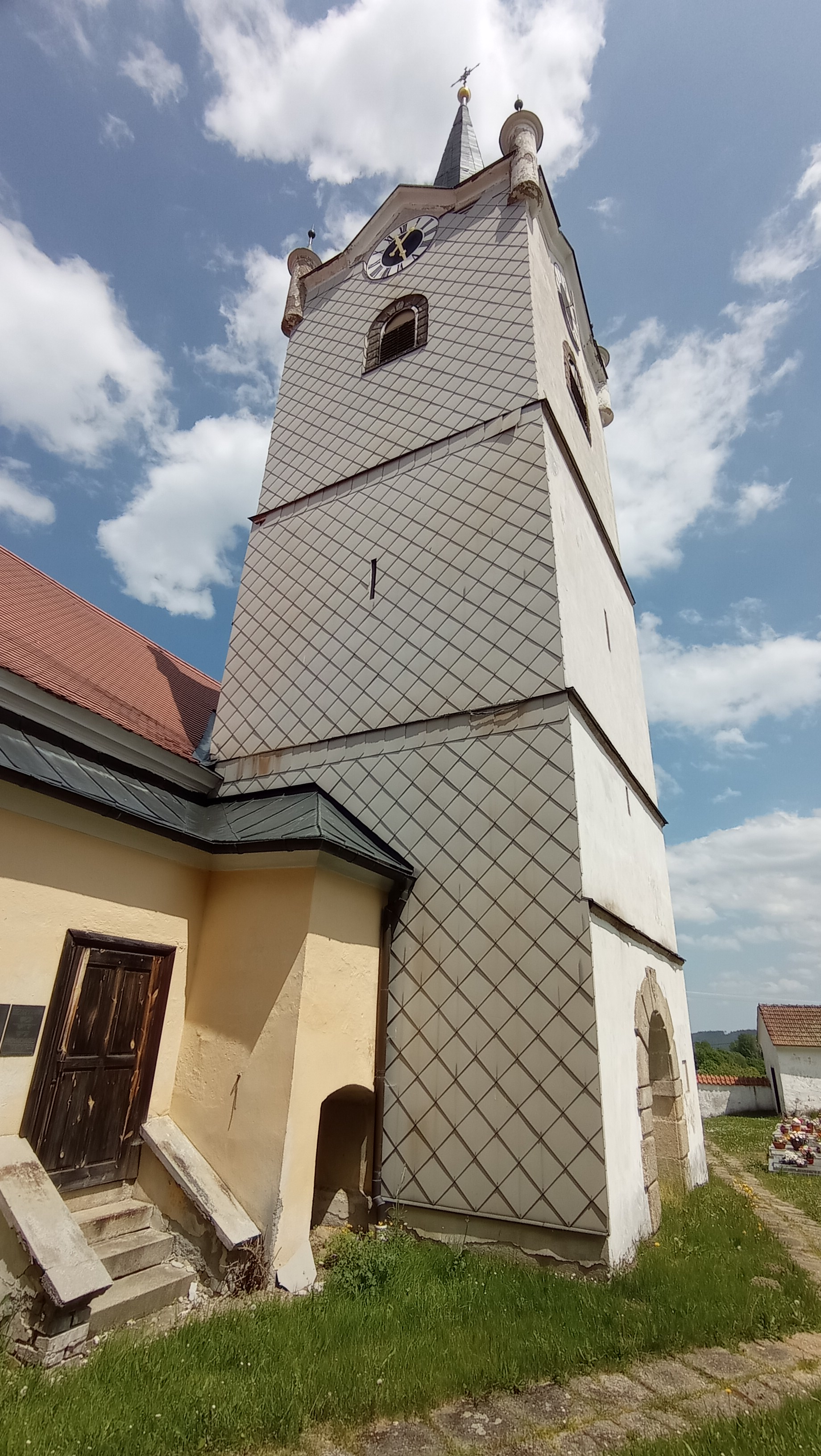
Věž kostela
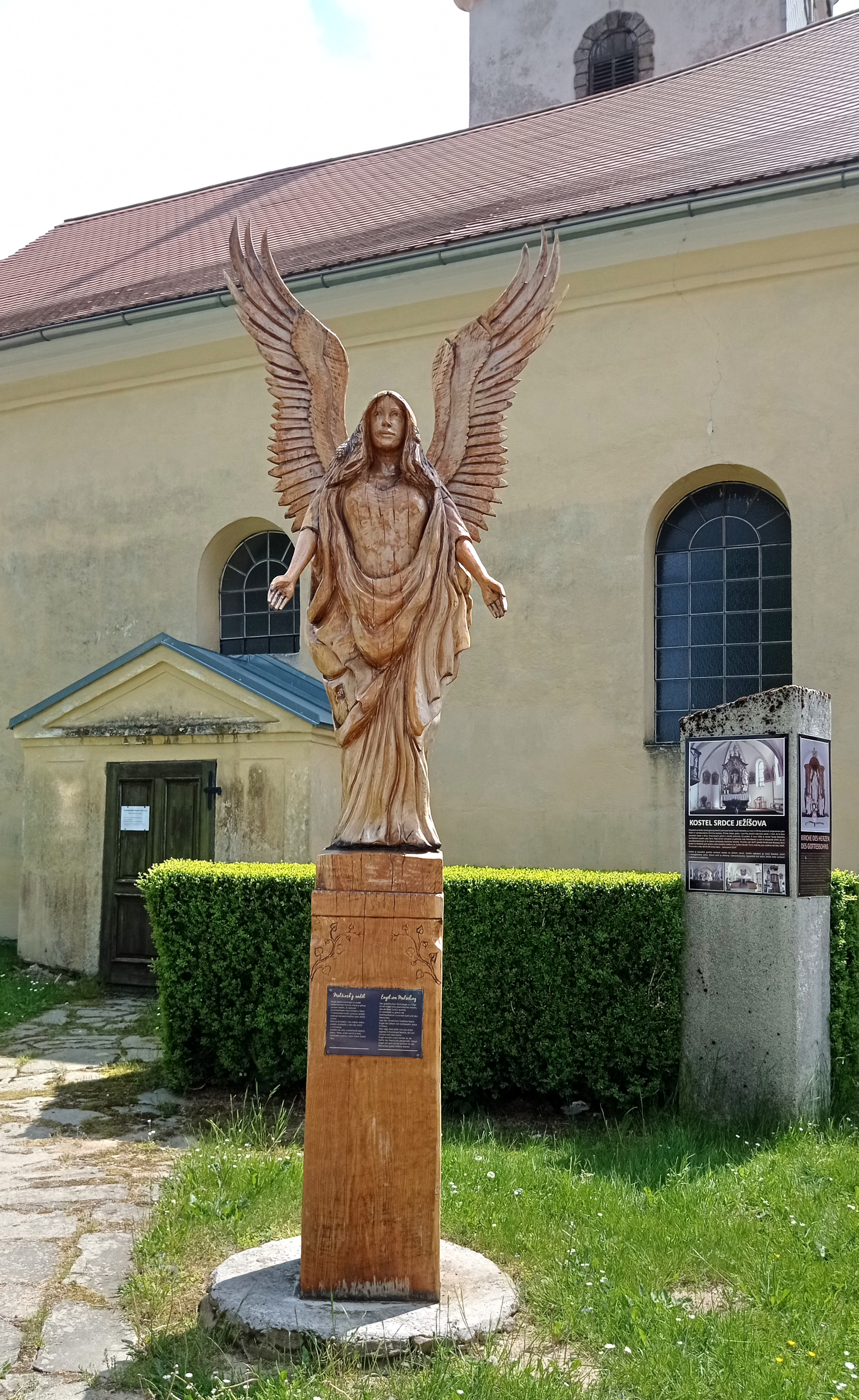
Dřevěná socha anděla před kostelem
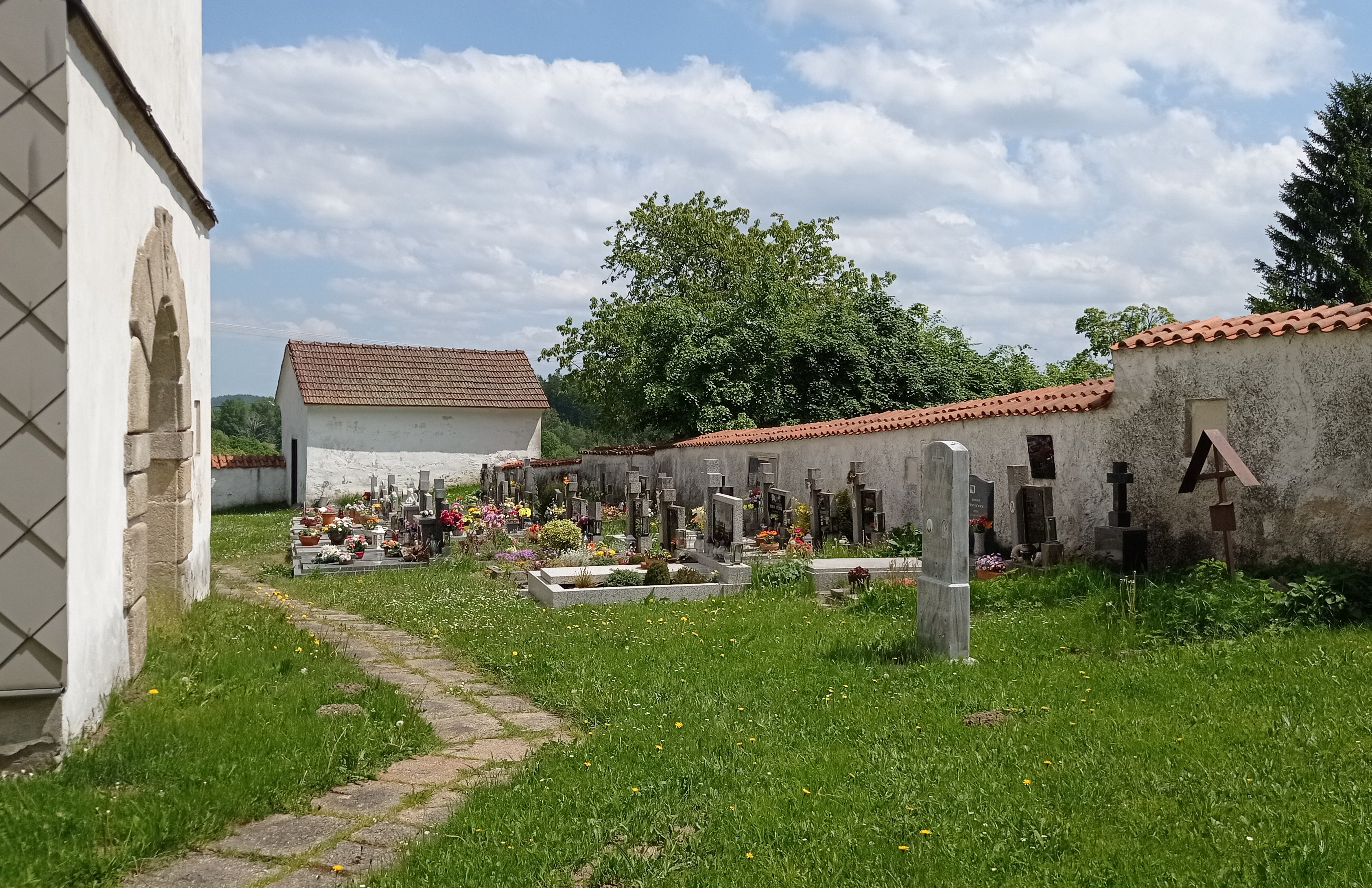
Hřbitov